# Super League (Nepal)
La Nepal Super League (NSL) è la massima divisione professionistica del campionato nepalese di calcio maschile.
Il torneo è stato istituito il 21 febbraio 2021 dal Nepal Sports and Event Management con il supporto della Federazione calcistica del Nepal (ANFA).

## Formula del torneo
Al campionato partecipano 10 squadre nepalesi. La prima fase è la stagione regolare, in cui ogni squadra disputa 9 partite in un girone all'italiana. Le prime quattro squadre si qualificano direttamente ai play-off.

## Partecipanti

### Attuali
| Club             | Città              | Stadio                         | Capacità       | Fondazione | Esordio   | Note                                                |
| ---------------- | ------------------ | ------------------------------ | -------------- | ---------- | --------- | --------------------------------------------------- |
| Butwal Lumbini   | Butwal             | ANFA Technical Centre          | 5 000          | 2021       | 2021      |                                                     |
| Chitwan          | Bharatpur          | Dasharath Rangasala            | 15 000         | 2021       | 2021      |                                                     |
| Dhangadhi        | Dhangadhi          | Dhangadi Stadium               | 10 000         | 2021       | 2021      |                                                     |
| Jhapa            | Distretto di Jhapa | Domalal Rajbanshi Ground       | 10 000         | 2011       | 2023-2024 | Passaggio dalla Martyr's Memorial C-Division League |
| Kathmandu Rayzrs | Katmandu           | Dasharath Rangasala            | 15 000         | 2021       | 2021      |                                                     |
| Lalitpur City    | Patan              | Chyasal Stadium / ANFA Complex | 10 000 / 5 000 | 2021       | 2021      |                                                     |
| Pokhara Thunders | Pokhara            | Stadio di Pokhara              | 16 500         | 2021       | 2021      |                                                     |

### Passate
| Club                   | Città             | Stadio              | Capacità | Fondazione | Esordio   | Note |
| ---------------------- | ----------------- | ------------------- | -------- | ---------- | --------- | ---- |
| Biratnagar City        | Biratnagar        | Dasharath Rangasala | 15 000   | 2021       | 2021      |      |
| Birgunj United         | Birganj           | Narayani Stadium    | 15 000   | 2022       | 2023-2024 |      |
| Sporting Ilam De Mechi | Distretto di Ilam | Mai Valley Ground   | 10 000   | 2022       | 2023-2024 |      |

### Evoluzione della lega
Il format del campionato non prevede un sistema di promozioni e retrocessioni.
- 2021: Prima stagione, sette squadre partecipanti: Biratnagar City, Butwal Lumbini, Chitwan, Dhangadhi, Kathmandu Rayzrs, Lalitpur City e Pokhara Thunders.
- 2023: Nove partecipanti, con l'ingresso di Birgunj United, Jhapa proveniente dalla Martyr's Memorial C-Division League e lo Sporting Ilam De Mechi e il ritiro del Biratnagar City.
- 2025: Sette partecipanti, con l'abbandono di Birgunj United e Sporting Ilam De Mechi.

## Albo d'oro

### Titoli per stagione
| Stagione      | Campione         | Risultato | Finalista        | Sede della finale              |
| ------------- | ---------------- | --------- | ---------------- | ------------------------------ |
| 2021 Dettagli | Kathmandu Rayzrs | 1-0       | Dhangadhi        | Dasharath Rangasala (Katmandu) |
| 2023 Dettagli | Lalitpur City    | 3-2       | Dhangadhi        | Dasharath Rangasala (Katmandu) |
| 2025 Dettagli | Lalitpur City    | 2-1       | Pokhara Thunders | Dasharath Rangasala (Katmandu) |

### Titoli per squadra
| Squadra          | Titoli | Anni       |
| ---------------- | ------ | ---------- |
| Lalitpur City    | 2      | 2023, 2025 |
| Kathmandu Rayzrs | 1      | 2021       |

### Capocannonieri
| Stagione | Giocatore        | Squadra          | Reti |
| -------- | ---------------- | ---------------- | ---- |
| 2021     | Messouke Oloumou | Kathmandu Rayzrs | 8    |
| 2023     | Imoh Ezekiel     | Lalitpur City    | 6    |
| 2025     | Ahmad Hijazi     | Dhangadhi        | 5    |

## Andamento partecipanti (2021–2025)
| 1° | Vincitore     | Vincitore     | Vincitore     | Vincitore     | Vincitore     | Vincitore     |
| 2° | Finalista     | Finalista     | Finalista     | Finalista     | Finalista     | Finalista     |
| SF | Semifinalista | Semifinalista | Semifinalista | Semifinalista | Semifinalista | Semifinalista |

| Squadra                | 21              | 23 | 25               | Partecipazioni totali |   |
| ---------------------- | --------------- | -- | ---------------- | --------------------- | - |
| Squadra                | Biratnagar City | 6° | Non più presente | Non più presente      | 1 |
| Birgunj United         | -               | 8° | Non più presente | 1                     |   |
| Butwal Lumbini         | SF              | 6° | 7°               | 3                     |   |
| Chitwan                | 7°              | 7° | 3°               | 3                     |   |
| Dhangadhi              | 2°              | 2° | SF               | 3                     |   |
| Jhapa                  | -               | 5° | 6°               | 2                     |   |
| Kathmandu Rayzrs       | 1°              | SF | 5°               | 3                     |   |
| Lalitpur City          | SF              | 1° | 1°               | 3                     |   |
| Pokhara Thunders       | 5°              | SF | 2°               | 3                     |   |
| Sporting Ilam De Mechi | -               | 9° | Non più presente | 1                     |   |